# 두낫츠
두낫츠(영어: Donots)는 독일의 펑크 락 밴드이다.

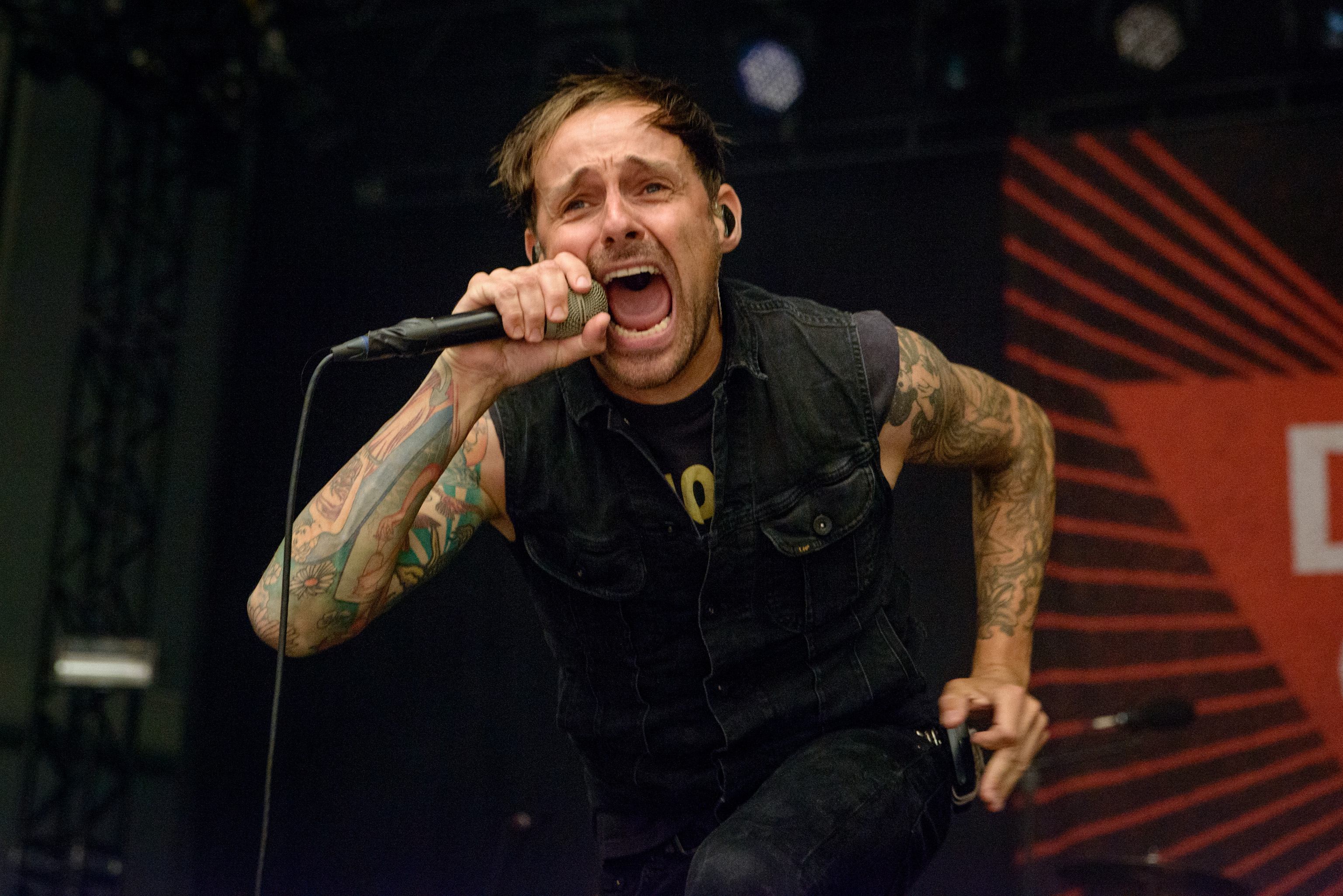